# Chionaema selangorica
Chionaema selangorica là một loài bướm đêm thuộc phân họ Arctiinae, họ Erebidae.